# Bromierzyk (Varsovie-ouest)
Pour les articles homonymes, voir Bromierzyk.
Bromierzyk [brɔˈmjɛʐɨk] est un village polonais, situé dans la gmina de Kampinos, dans la Powiat de Varsovie-ouest et la voïvodie de Mazovie dans le centre-est de la Pologne.
Le village a une population de 27 habitants en 2000.